# Interlingue-Union
Interlingue-Union es la organización encargada de propagar interlingue. Existe desde 1929 y en la actualidad tiene su sede en Suiza. Es totalmente neutral en asuntos políticos y religiosos. Hasta 1949, la organización se llamaba Occidental-Union.
Su objetivo es la divulgación y uso de interlingue, una lengua auxiliar internacional.
La Interlingue-Union edita una revista llamada Cosmoglotta.